# Ludwig Rosenfelder

Karl Ludwig Rosenfelder

Karl Ludwig Rosenfelder (* 18. Juli 1813 in Breslau; † 18. April 1881 in Königsberg i. Pr.) war ein deutscher Historienmaler.

## Leben
Rosenfelder sollte auf Wunsch seiner Eltern das Uhrmacherhandwerk erlernen; er besuchte dann aber von 1832 bis 1836 die Preußische Akademie der Künste in Berlin und war ein Schüler Wilhelm Hensels und Wilhelm Ternites. Nachdem die Stadt Danzig einen „Narcissus, der sein Spiegelbild im Wasser betrachtet“ und „Rienzi im Gefängnis zu Avignon“ angekauft hatte, erhielt er vom Kunstverein Danzig den Auftrag zu einem Gemälde „Die Befreiung des Danziger Reformators Pancratius Klein aus den Händen der Bischöfe“. Nach der Ausstellung dieses Gemäldes nahm ihn die Akademie der Künste als ordentliches Mitglied auf. Im Jahre 1841 wurde seinem Atelier der Verein Berliner Künstler gegründet. im Jahr 1845 wurde er Gründungsdirektor der Kunstakademie Königsberg. Dieses Amt bekleidete er bis 1874.
Ludwig Rosenfelder malte zahlreiche religiöse und historische Gemälde zu Personen wie Joachim II. (Brandenburg) und Fernando Álvarez de Toledo, Herzog von Alba, zu den Themen Ordensburg Marienburg, Deutscher Orden und, als stereochromische Wandbilder in der Aula der Königsberger Universität, Theologie und Medizin.

## Ehrungen
- Dr. phil. h. c. der Albertus-Universität Königsberg (1871)

## Werke
- Narcissus
- Rienzi im Gefängnis zu Avignon

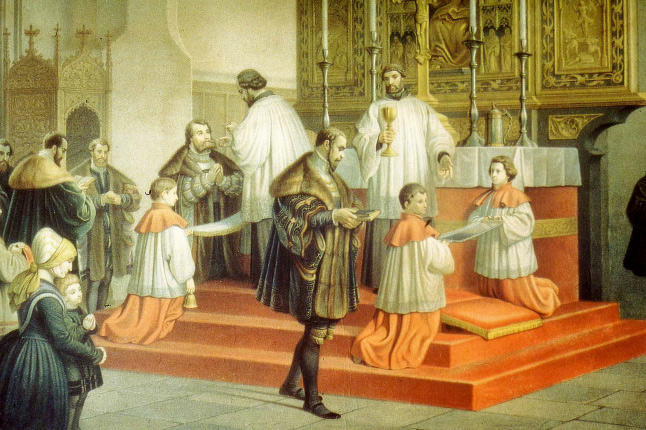
Albrecht, Prinz von Ansbach aus der fränkischen Linie der Hohenzollern und ab 1511 der letzte Hochmeister des Deutschen Ordens in Preußen

- Kurfürst Joachim II. beim Gastmahl Albas
- Besitznahme der Ordensburg Marienburg durch den Deutschen Orden
- Betende am Sarg Heinrichs IV. (Historisches Museum der Pfalz, Speyer, Inventarnr. HMP_2006_032),
- Kurfürstin Elisabeth von Brandenburg beim Abendmahl überrascht
- Christus am Kreuz zwischen Maria und Johannes (Kirche zu Rastenburg)

## Illustrationen
- In: Album deutscher Dichter. Mit 36 Original-Zeichnungen deutscher Künstler, als: A. v. Schroeter, J. B. Sonderland, Theod. Hosemann, A. Menzel, v. Kloeber, F. Holbein, Rosenfelder u. a. m. Berlin: Hofmann, 1848. – Digitalisierte Ausgabe der Universitäts- und Landesbibliothek Düsseldorf